# Lamprosema guttalis
Lamprosema guttalis là một loài bướm đêm trong họ Crambidae.